# Hans, Conte von Bülow
Ludwig Friedrich Viktor Hans von Bülow (Essenrode, 1774 – Bad Landeck, 1825) è stato un politico tedesco.
Per tre anni (1808-1811) ministro delle finanze del Regno di Vestfalia, passò poi alla Prussia.